# Mitteilungen des Vereins für die Geschichte Berlins
Die Mitteilungen des Vereins für die Geschichte Berlins ist eine quartalsweise erscheinende Publikation des Vereins für die Geschichte Berlins. Sie enthält sowohl Vereinsinformationen wie den Veranstaltungskalender als auch Aufsätze und Rezensionen zur Berliner Geschichte.

## Geschichte

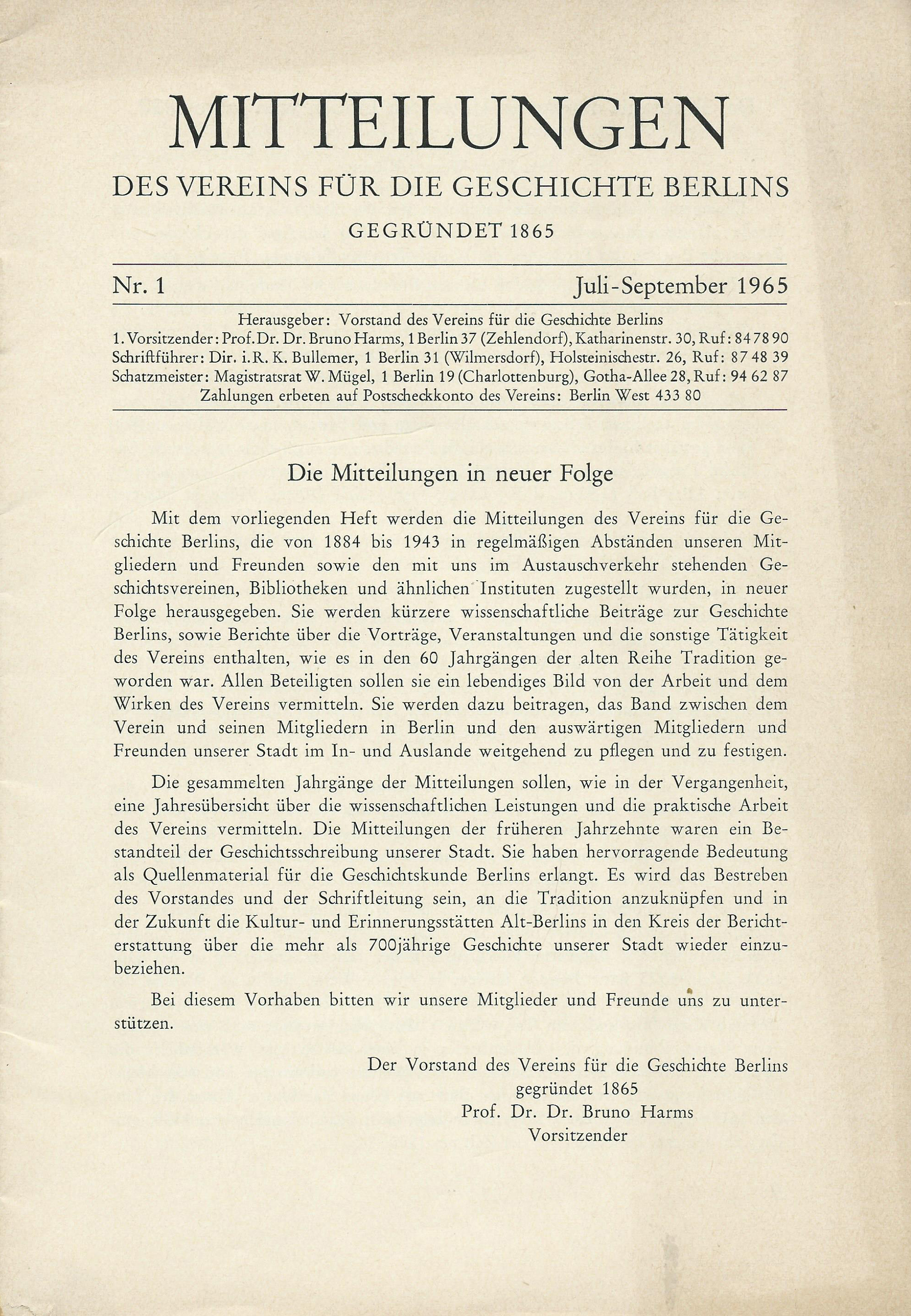
Erstausgabe der Mitteilungen nach dem Zweiten Weltkrieg, 1965

In den ersten fast 20 Jahren seines Bestehens informierte der Verein für die Geschichte Berlins, gegründet 1865 seine Mitglieder via Rundschreiben, bis er 1884 erstmals seine Mitteilungen publizierte. Von 1884 bis 1923 kamen sie monatlich heraus, von 1924 bis 1938 vierteljährlich und von 1939 bis 1943 dreimal pro Jahr. 1944 bis 1964 erschienen keine Mitteilungen, anschließend wieder vierteljährlich. Die Publikationen stellen „eine Fundgrube für alle dar, die zur Geschichte Berlins forschen, weil zahlreiche Themen der Berliner Geschichte ausschließlich in den ‚Mitteilungen‘ behandelt wurden.“

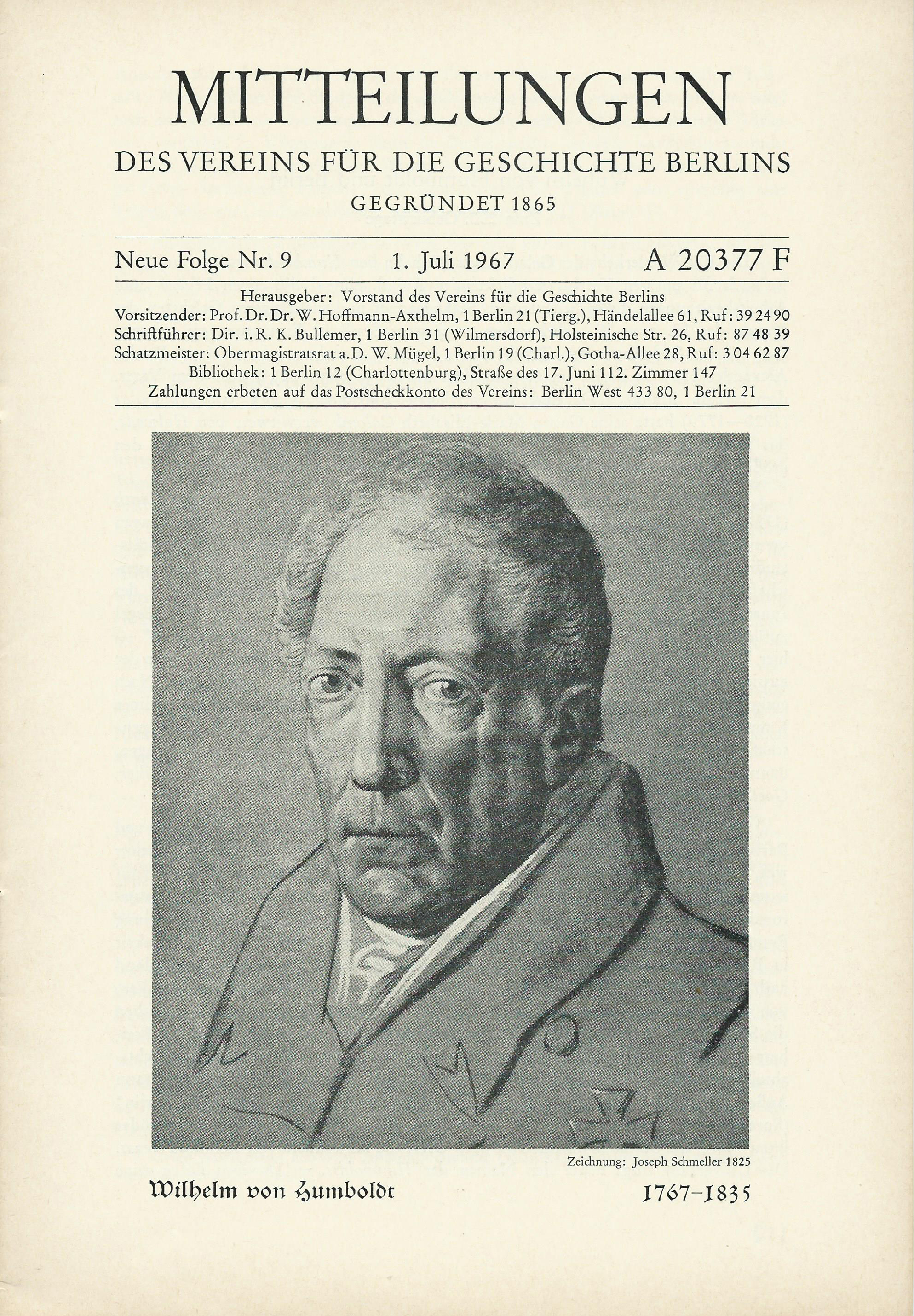
Erstes Deckblatt mit Bild, 1967

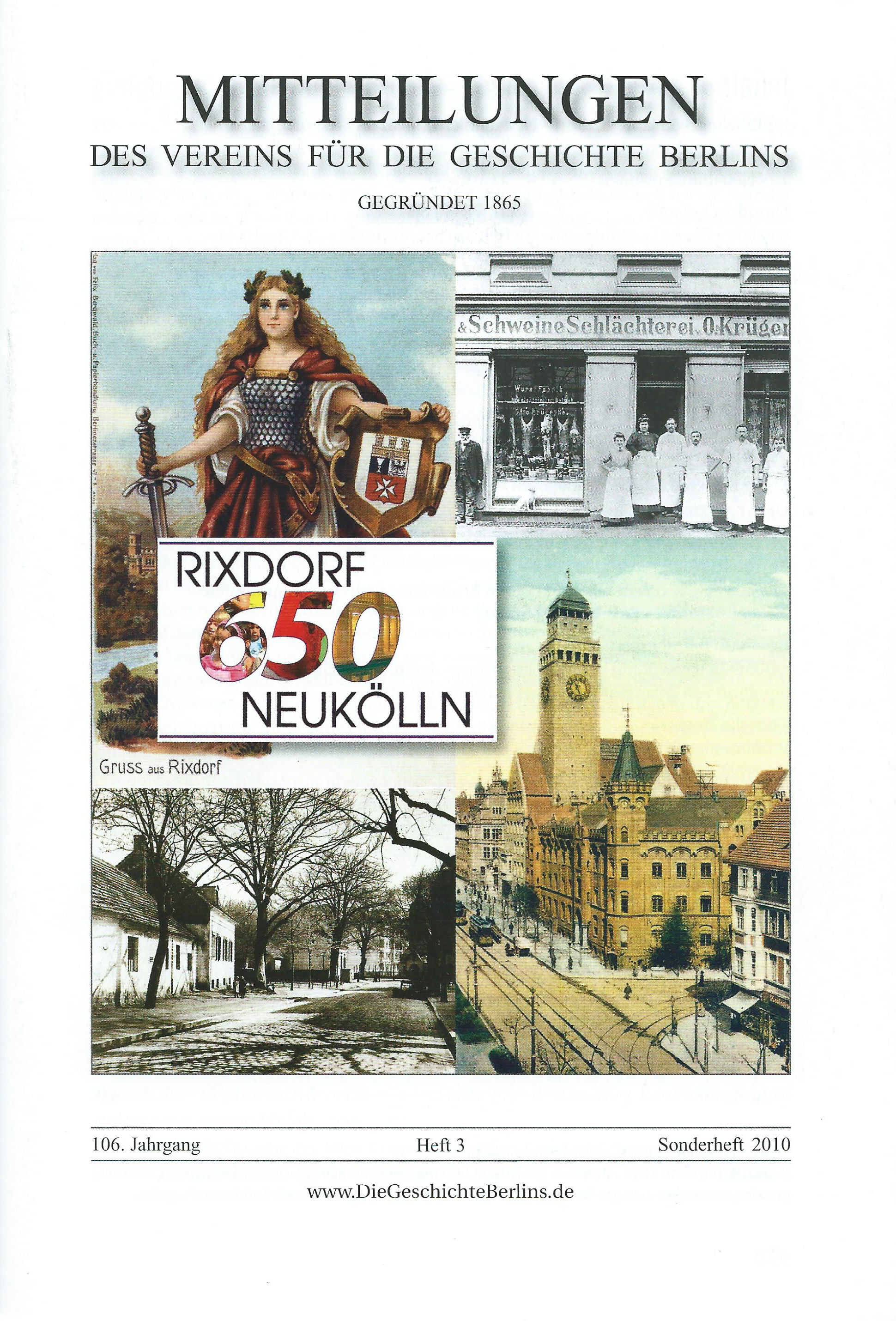
Erstes farbiges Deckblatt, 2010

Von 1884 bis 1943 erschienen die Hefte im Verlag E.S. Mittler & Sohn, seit 1965 im Eigenverlag. 1967 erschien erstmals das noch heute typische Bild auf dem Deckblatt. Die erste Ausgabe in Farbe war zugleich ein Sonderheft anlässlich des Jubiläums Rixdorfs im Jahr 2010. Sein heutiges Layout wurde mit dem 112. Jahrgang im Januar 2016 eingeführt.
Das erste Personen- und Sachregister erschien 1909 zum 25. Jahrgang. Seit 1965 druckt der Verein periodisch die Register von jeweils vier Jahrgängen. Das letzte erschien 2015 für den 107. (2010) bis 110. Jahrgang (2014).
Ursprünglich sollten die Mitteilungen vom Magazin Berliner Geschichte abgelöst werden, sie werden aber weiterhin herausgegeben und können öffentlich eingesehen werden.
Seit 2020 besteht zwischen dem Verein und der Bayerischen Staatsbibliothek in München eine Kooperation, sodass sämtliche Rezensionen aus den Mitteilungen auf dem Portal recensio.net einsehbar sind.

## Schriftleiter
- Friedrich Budczies (1884–1888)
  - mit Richard Béringuier (1889)
- Richard Béringuier (1890–1891)
- Hans Brendicke (1892–1905 und 1910–1921)
  - mit Ernst Frensdorff (1906)
- Ernst Frensdorff (1907–1909)
- Hans Martin (1922–1931)
- Ernst Kaeber (1932–1936)
- Hermann Kügler (1937–1943)
- Joachim Lachmann (1965–1967)
- Walter Hoffmann-Axthelm / Hans Pappenheim (1968–1970)
- Walter Hoffmann-Axthelm / Hans Pappenheim / Peter Letkemann / Günter Wollschlaeger (1971–1974)
- Felix Escher / Peter Letkemann / Claus P. Mader / Wolfgang Neugebauer / Günter Wollschlaeger (1975–1978)
- Felix Escher / Claus P. Mader / Wolfgang Neugebauer (1979–1982)
- Gerhard Kutzsch / Günter Wollschlaeger / Christiane Knop (1983–1987)
- Günter Wollschlaeger / Christiane Knop (1988–1991)
- Günter Wollschlaeger / Manfred Uhlitz / Christiane Knop (1992–1995)
- Manfred Uhlitz / Gerhild Komander / Christiane Knop (1996–1999)
- Gerhild Komander (2000–2003)
- Wolther von Kieseritzky (2004–2014)
- Manfred Uhlitz (seit 2015)